# Chernes similis
Chernes similis es una especie de arácnido  del orden Pseudoscorpionida de la familia Chernetidae.

## Distribución geográfica
Se encuentra en Europa central y Turquía.

## Publicación original
- Beier, 1932 : Pseudoscorpionidea II. Subord. C. Cheliferinea. Tierreich, Vol.58, p. 1-294.